# Shamsabad (dystrykt Farrukhabad)
Shamsabad – miasto w północnych Indiach w stanie Uttar Pradesh, na Nizinie Hindustańskiej.
Populacja miasta w 2001 roku wynosiła 23 584 mieszkańców.